# Honda CR-V
Honda CR-V är en japansk bil, utformad efter Honda Civic och kom till då en mindre stadsjeep efterfrågades från Honda. Honda CR-V började produceras 1997 och har sedan dess kommit i fyra generationer. Bilen finns både med två- (2wd) och fyrhjulsdrift (4wd).

## Första generationen (1997-2001)
1997 kom den första generationen som delade bottenplatta med Honda Civic.

## Andra generationen (2002-2006)
Den andra generationen av Honda CR-V kom i helt ny version 2002. 
2005 fick denna modell en lättare ansiktslyftning med nya inre material och vita blinkersglas bak, dubbla reflektorer i strålkastarna, ESP, bättre ABS-bromsar, 16" hjul, ny dieselmotor på 150 hk med mera. I Sverige är modellen en av företagets mest sålda.

## Tredje generationen (2007-2012)
2007 introducerades en ny generation av CR-V där dieselmotorn fick partikelfilter och en rad nya lösningar.
2010 kom en ansiktslyftning på versionen från 2007, med möjlighet till en ny 2.2l (i-DTEC) dieselmotor som hämtades från Accord och gav tio extra hästkrafter och möjligheten att ha automatlåda tillsammans med diesel introducerades. Man införde även smärre förändringar av karossen, bättre ljuddämpning och infällbar/hopfällbar tändningsnyckel.

## Fjärde generationen (2013-)
Nordamerikanska versionen:
2011 På Los Angeles bilsalong visades nästa generation Honda CR-V upp för första gången i produktionsfärdigt skick för den amerikanska marknaden och rullades ut i bilhallarna under senhösten samma år som modellår 2012. Europa skulle dock få vänta ytterligare ett år på lansering.
Europeiska versionen:
2012 På bilsalongen i Genève i början på året visades den europeiska versionen av Honda CR-V upp i konceptform och modellen var i stort sett identisk med den redan lanserade amerikanska versionen. I juli samma år visades den produktionsfärdiga modellen upp som modellår 2013 och svensk premiär skedde i november samma år.
Den fjärde generationen är en helt ny modell men har ärvt mycket från den tredje generationen. Drivlinorna är samma men motorerna har fått en översyn och är nu något snålare. Den femstegade automatlådan är kvar även i denna versionen och likaså 4wd-systemet, Hondas RealTime 4wd, men har nu fått elektriska pumpar istället för hydrauliska. Detta gör att inkopplingstiden har blivit något snabbare än förut. 
Bilens mått och utrymmen i stort sett identiska som den tredje generationen. Den uppskattade lösningen med 15cm flyttbart/framdragningsbart baksäte i den tredje generationen har tyvärr inte följt med över till den fjärde, ej heller den flexibla bakryggstöds-delningen 40/20/40, som nu i stället är 60/40. Interiört har den fått mer av premiumkänsla i avseende materialval men tunnelen mellan förare och passagerare fram är borta, så att passage ej kan ske. 

## Bilder

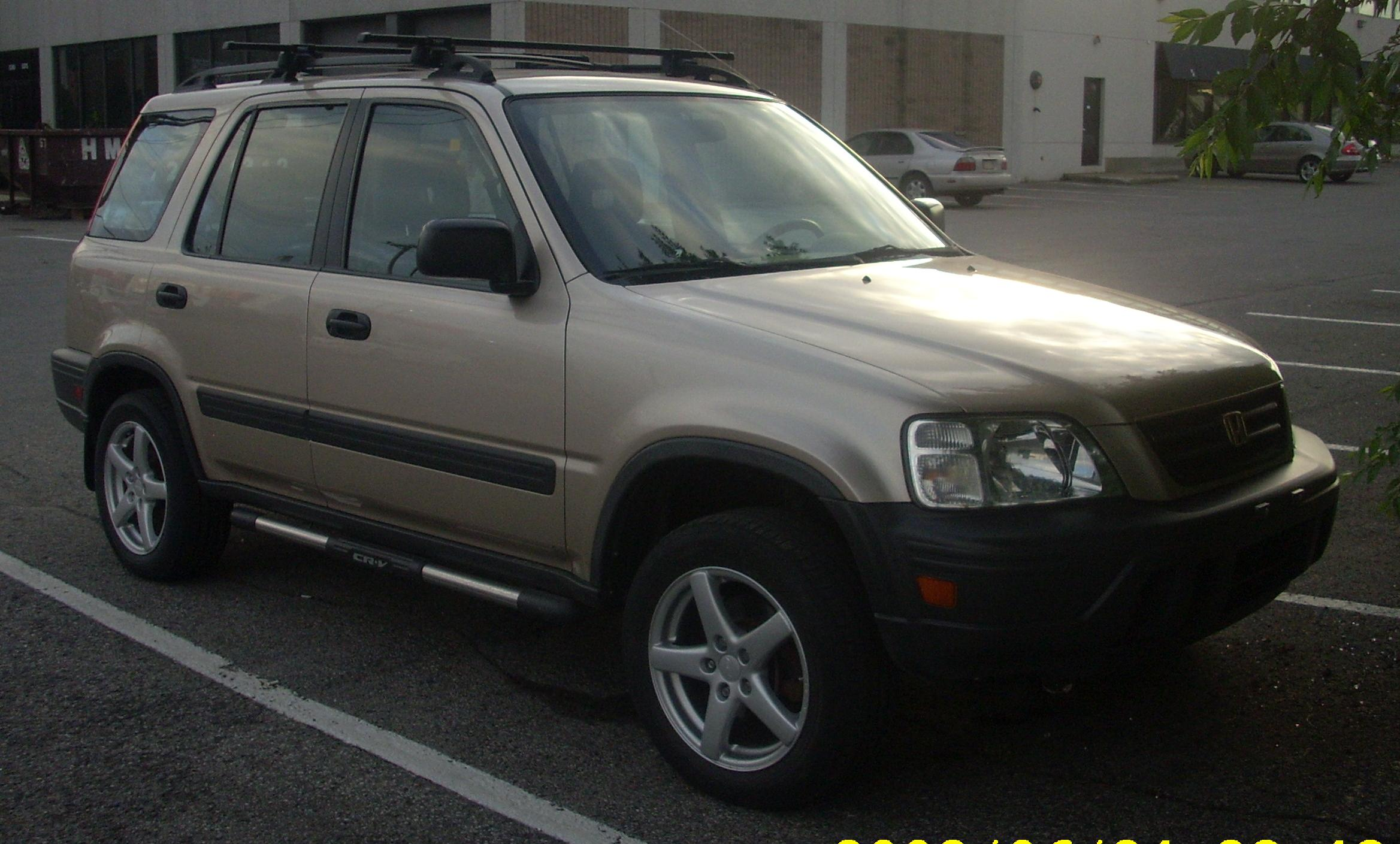
Första generationen
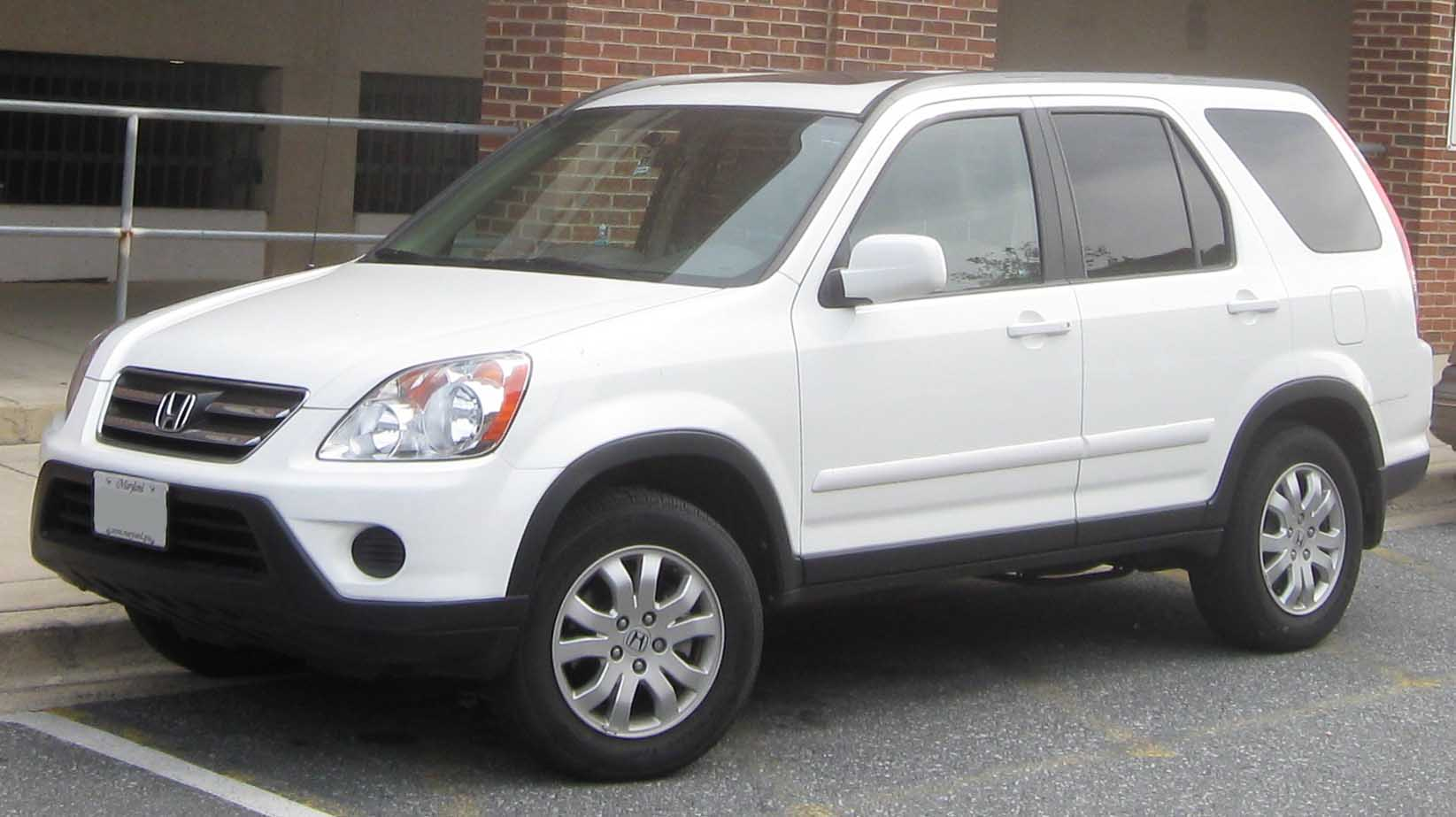
Andra generationen
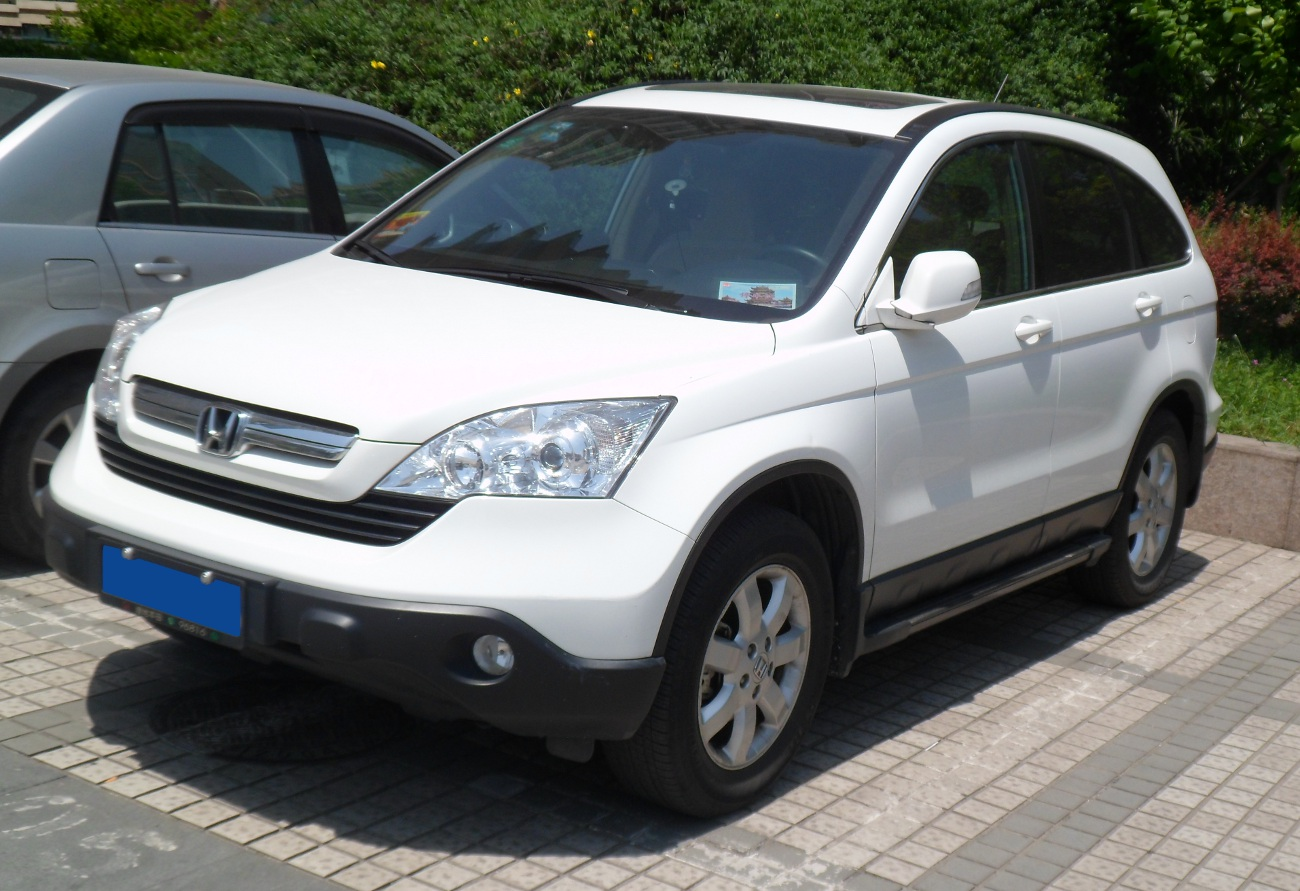
Tredje generationen
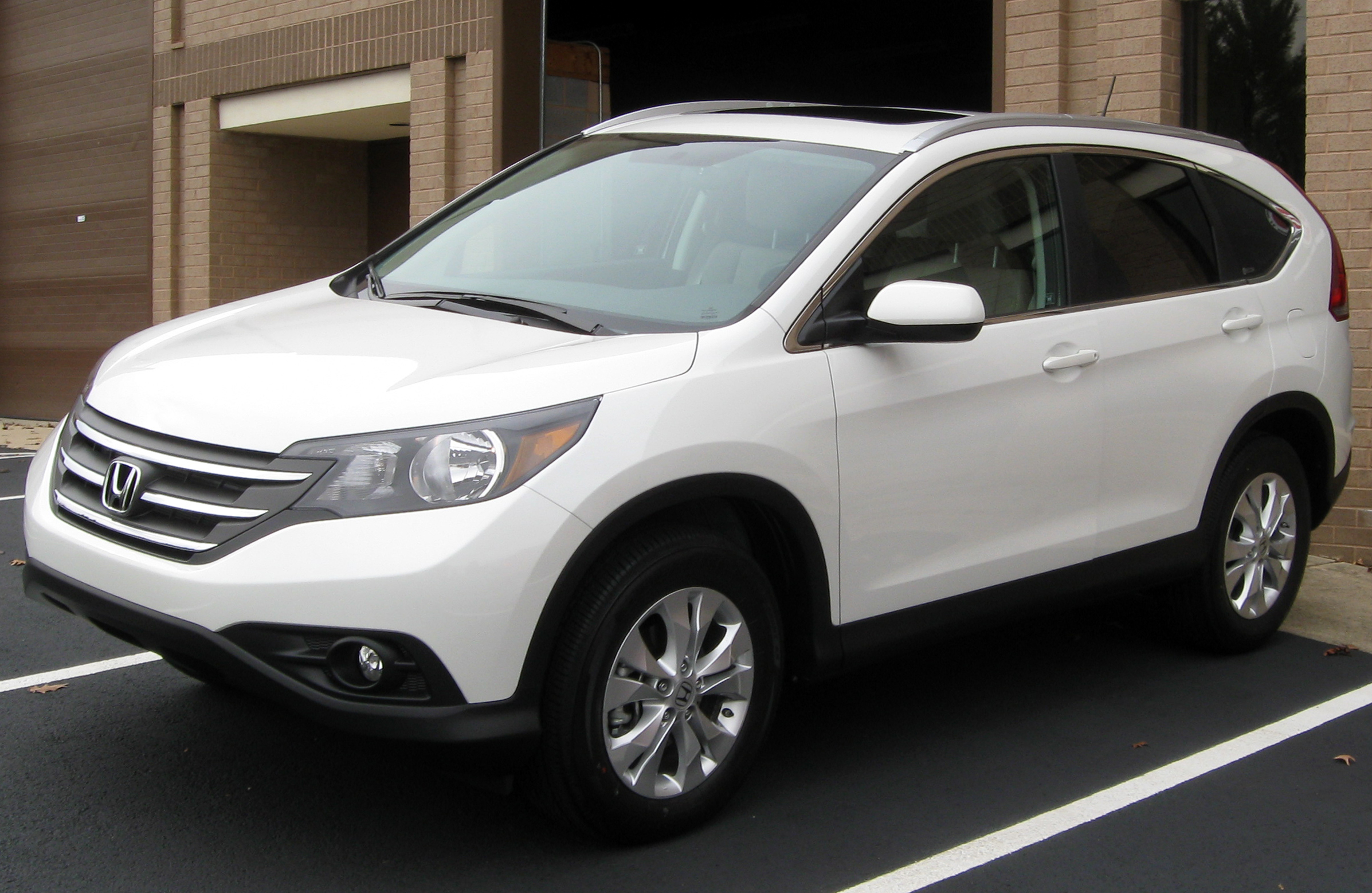
Fjärde generationen
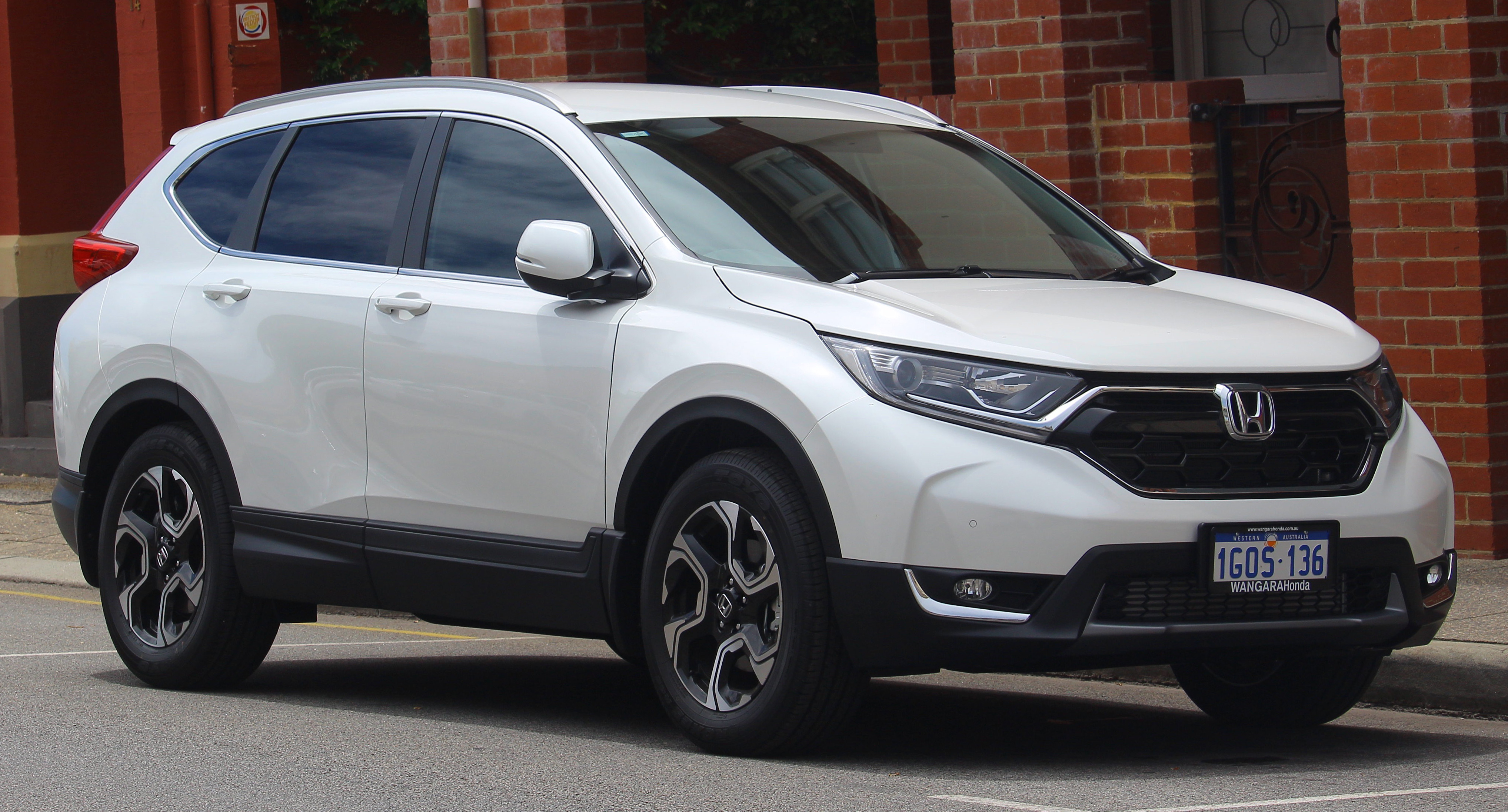
Femte generationen